# 瓦利堡 (亞利桑那州)
瓦利堡（英語：For Valley）是位於美國亞利桑那州可可尼諾縣的一個人口普查指定地區。根據2010年美國人口普查，該地共人口500人，而該地的面積約為19.80平方千米。

## 地理
瓦利堡的座標為35°14′10″N 111°44′44″W / 35.23611°N 111.74556°W，而該地最高點為海拔高度2336米（即7336英尺）。